# Aridarum minimum
Aridarum minimum là một loài thực vật có hoa trong họ Ráy (Araceae). Loài này được H.Okada mô tả khoa học đầu tiên năm 2006.